# Leucospis holubi
Leucospis holubi är en stekelart som beskrevs av Boucek 1974. Leucospis holubi ingår i släktet Leucospis och familjen Leucospidae.
Artens utbredningsområde är Madagaskar. Inga underarter finns listade i Catalogue of Life.